# Pietro Pariati
Pietro Pariati (* 27. März 1665 in Reggio nell’Emilia, Italien; † 14. Oktober 1733 in Wien) war ein italienischer Dichter und Librettist.

## Leben
Pariati war zunächst Sekretär bei Rinaldo, dem Herzog von Modena. Nach einem Aufenthalt in Madrid 1695 verbrachte er drei Jahre im Gefängnis. Von 1699 bis 1714 lebte er in Venedig, wo er Libretti zu schreiben begann, zunächst in Zusammenarbeit mit Apostolo Zeno, später auch allein. Er spezialisierte sich auf Komödien, Tragikomödien und Intermezzi, oft nach älteren Vorlagen (Plautus, Molière, Cervantes). Zu den Komponisten, die seine Texte vertonten, gehörten Albinoni, Caldara, Gasparini, Lotti und Porpora.
1714 wurde Pariati Hofdichter Karls VI. in Wien. Bis 1729 schrieb er hier 13 Oratorien, 15 Kantaten und 14 Bühnenwerke für die Festlichkeiten der kaiserlichen Familie, meist vertont vom Hofkomponisten Johann Joseph Fux. Am berühmtesten wurde die „festa teatrale“ Costanza e fortezza (1723). Für das Hoftheater überarbeitete er frühere Werke, schrieb neue Libretti tragischen und komischen Inhalts und setzte die Zusammenarbeit mit Zeno fort, der sich seit 1718 ebenfalls in Wien aufhielt.
Pariatis Nachfolger als Hofdichter wurde 1729 Pietro Metastasio.

## Stil
Pariatis Komödienstil zeichnet sich durch rasches Tempo, heitere Dialoge und eine Vorliebe für extreme Wortwahl aus. Seine ernsten Stücke haben eine Neigung zu Parodie und Gesellschaftskritik.

## Werke (Auswahl)
- Flavio Anicio Olibrio (mit Zeno, 1708), vertont u. a. von Gasparini, Porpora und Jommelli
- Astarto (mit Zeno, 1708), vertont u. a. von Albinoni und Caldara
- Sesostri re di Egitto (1710), vertont u. a. von Gasparini und Galuppi
- Il Giustino (nach Beregan, 1711), vertont von Albinoni, Vivaldi (Giustino, 1724) und Händel (Giustino, 1737)
- Costantino (1711), vertont u. a. von Gasparini und Lotti/Caldara
- Teseo in Creta (1715), vertont u. a. von Porpora, Händel und Galuppi
- Orfeo ed Euridice (1715), vertont von Johann Joseph Fux
- Costanza e fortezza (1723), vertont von Johann Joseph Fux
- La concordia de’ pianeti (1723), vertont von Antonio Caldara
- La corona d’Arianna (1726), vertont von Johann Joseph Fux